# Lijst van rivieren in Burundi

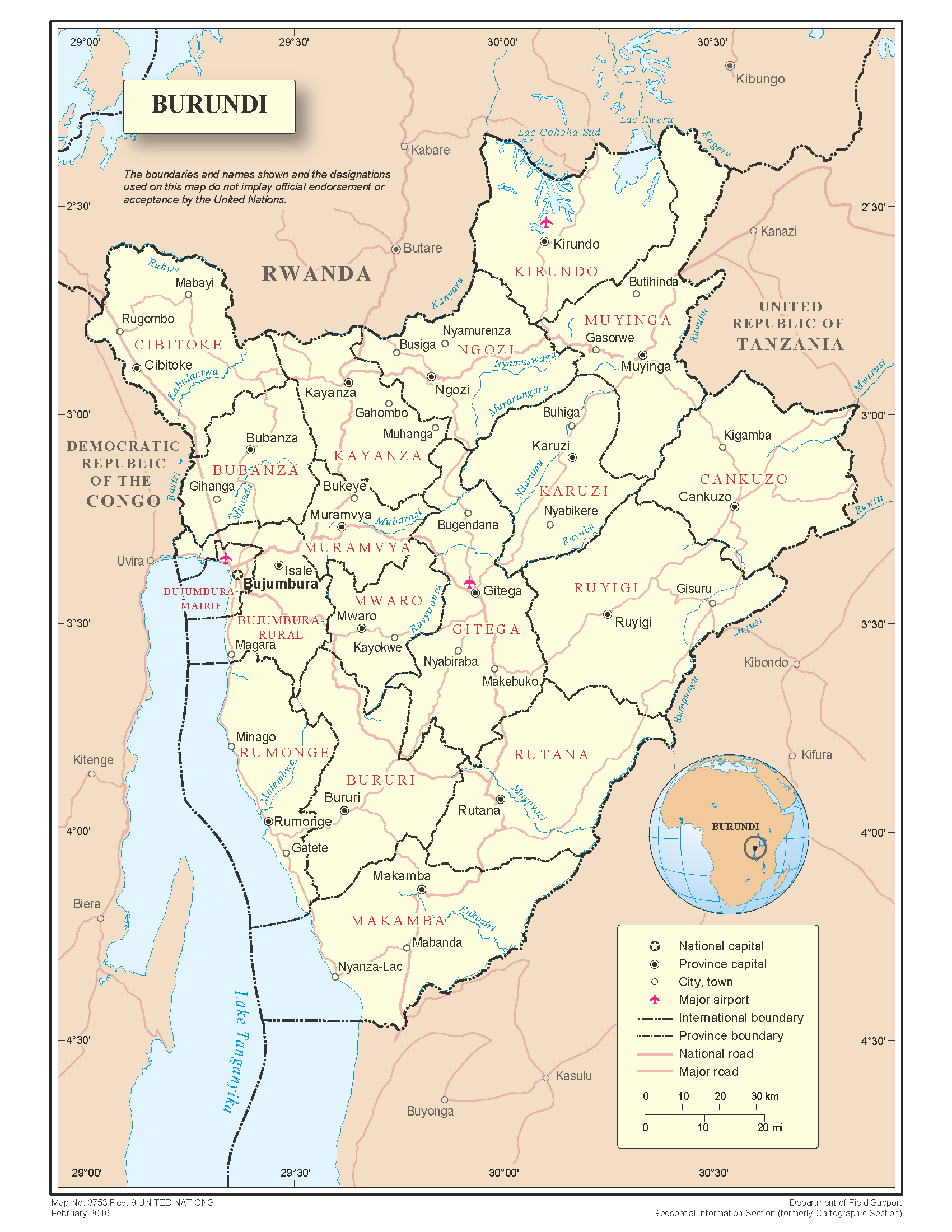
Kaart van Burundi.

Dit is een lijst van rivieren in Burundi. De rivieren in deze lijst zijn geordend naar drainagebekken en de opeenvolgende zijrivieren zijn ingesprongen weergegeven onder de naam van elke hoofdrivier.

## Middellandse Zee
- Nijl
  - Witte Nijl
    - Victorianijl (Oeganda)
      - Victoriameer
        - Kagera
          - Ruvubu
            - Ruvyironza

          - Nyabarongo
            - Kanyaru

## Atlantische Oceaan
- Congo (Congo-Kinshasa)
  - Lualaba (Congo-Kinshasa)
    - Lukuga (Congo-Kinshasa)
      - Tanganyikameer
        - Malagarasi (Muragarazi)
          - Moyowosi
          - Rumpungu

        - Rusizi
          - Ruhwa